# غاردن فالي (ويسكونسن)
غاردن فالي (بالإنجليزية: Garden Valley, Wisconsin)‏ هي بلدة تقع بولاية ويسكونسن في الولايات المتحدة. تبلغ مساحتها 93.8 (كم²)، وترتفع عن سطح البحر 340 م، بلغ عدد سكانها 406 نسمة في عام 2000 حسب إحصاء مكتب تعداد الولايات المتحدة وتصل الكثافة السكانية فيها 4.3 نسمة/كم2.

## وصلات خارجية
- The US50 - Cities and Towns in Wisconsin State
- Wisconsin Cities and Towns, Facts, Map, Flag, Colleges, Government, and More